# Иван Родионов (платформа)
Иван Родионов (бывш. 318 км. Родионовская) — остановочный пункт (платформа) Октябрьской железной дороги в границах города Бологого Тверской области.

## Описание
Расположен на участке Окуловка — Бологое-Московское, на 318 километре двухпутной электрифицированной скоростной линии Октябрьской железной дороги Москва — Санкт-Петербург. Обслуживается линейными подразделениями Московского территориального управления Октябрьской железной дороги, имеются две высокие пассажирские платформы.
На о.п. Иван Родионов останавливаются пассажирские пригородные поезда, следующие до Бологого, Окуловки и Угловки. Скоростные и поезда дальнего следования здесь остановки не имеют.

## История
Платформа 318 км была построена в конце 1980-х годов.
В 2015 году по ходатайству ветеранских организаций и работников Октябрьской железной дороги остановочный пункт был переименован в честь Ивана Ивановича Родионова (1913—1999) — начальника Бологовского отделения Октябрьской железной дороги с 1942 по 1945 годы, генерал-директора движения 3-го ранга (1953), одного из основателей Всесоюзной общественной организации ветеранов войны и труда, работников железнодорожного транспорта.